# 胡時忠
胡時忠（？—1645年），字伯昭，號慎三，直隸常州府無錫縣人，明朝、南明政治人物。

## 生平
原名時亨，因恥與力阻南遷之議，而引發甲申國難，致使崇禎帝自縊，又投降闖王李自成的兵科給事中光時亨同名，遂上疏弘光帝改名時忠。
崇禎九年（1636年）中舉人，次年（1637年）聯捷進士，獲授南昌推官，釋放艾南英；張普薇作亂，他制定策略斬殺亂事者百多人，流寇解散。悍宗五閻王橫蠻不法，他參奏朝廷令地方安寧，又平定因饑荒而起的萬年、金谿民變。崇禎十六年（1643年），土寇李肅七、李肅十假造符讖僭號，他以監軍跟隨巡撫林一柱征討，用計殲滅對方首領，不用數個月就成事；又發放糧食安撫民眾，清還子女，收葬枯骨，三縣人民都為他立生祠。
弘光年間，胡時忠改任福建道監察御史，上疏指出武臣掣肘文臣，視察浦原屯田，首先請求清言路；說：「章奏不應蕪雜交錯，銓除難治鎮將勳臣。」又請求正綱常、收得人心；以及上陳軍功、清屯、清折，都關於時政得失，號稱「衝鋒」。泰興、靖江水退沙漲，人民爭論不已，他出巡立碑指定分界，人民為此歌頌他。南京失陷後，他跟隨金聲軍隊；隆武帝同時召用他和邢大忠、賀登選，任命他為浙江道御史，加太僕少卿，再晉戶部右侍郎，不久去世。